# Okowizna
Okowizna (deutsch Numeiten) ist ein Ort in der polnischen Woiwodschaft Ermland-Masuren, der zur Landgemeinde Pozezdrze (Possessern, 1938 bis 1945 Großgarten) im Powiat Węgorzewski (Kreis Angerburg) gehört.

## Geographische Lage
Okowizna im Nordosten der Woiwodschaft Ermland-Masuren liegt sieben Kilometer südöstlich der Kreisstadt Węgorzewo (Angerburg).

## Geschichte
In alten Nachrichten aus dem „Ambte Angerburg“ wurde „Numeyten 1559 so denen von Hohendorffschen Erben gehörig“ erstmals erwähnt. Bei dem vor 1785 auch Oskowisna genannten Ort handelte es sich um ein großes Gut. Im Jahre 1912 erwarb es Benno Hagen aus dem heute in Russland liegenden ostpreußischen Gutsdorf Pogrimmen (russisch Ossipenko) im Kreis Darkehmen.
Im Jahr 1874 wurde der Gutsbezirk Numeiten in den neu errichteten Amtsbezirk Haarszen (polnisch Harsz) eingegliedert, der – 1936 in „Amtsbezirk Haarschen“ umbenannt – bis 1945 zum Kreis Angerburg im Regierungsbezirk Gumbinnen der preußischen Provinz Ostpreußen gehörte. Numeiten zählte im Jahre 1910 insgesamt 59 Einwohner.
Am 30. September 1928 gab das Gutsdorf seine Eigenständigkeit auf und schloss sich mit Haarszen und Roggen (polnisch Róg) zur neuen Landgemeinde Haarszen (1936 bis 1945 Haarschen) zusammen.
In Kriegsfolge kam der Ort 1945 mit dem gesamten südlichen Ostpreußen zu Polen und trägt seither die polnische Namensform „Okowizna“. Das Dorf gehört jetzt zum Schulzenamt (polnisch sołectwo) Harsz innerhalb der Landgemeinde Pozezdrze (Possessern, 1938 bis 1945 Großgarten) im Powiat Węgorzewski (Kreis Angerburg), vor 1998 zur Woiwodschaft Suwałki, seitdem zur Woiwodschaft Ermland-Masuren gehörig.

## Religionen
Numeiten war vor 1945 in die evangelische Kirche Possessern in der Kirchenprovinz Ostpreußen der Kirche der Altpreußischen Union und in die katholische Kirche Zum Guten Hirten Angerburg im Bistum Ermland eingepfarrt.
Heute gehört Okowizna zur katholischen Pfarrei Pozezdrze im Bistum Ełk (Lyck) der Römisch-katholischen Kirche in Polen sowie zur evangelischen Pfarrei Giżycko (Lötzen) (mit Predigtstelle in Pozezdrze) in der Diözese Masuren der Evangelisch-Augsburgischen Kirche in Polen.

## Aus dem Ort gebürtig
- Max Contag (* 4. Juni 1852 in Numeiten; † 1930), deutscher Bauingenieur

## Verkehr
Okowizna liegt an einer Nebenstraße, die bei Ogonki (Ogonken, 1938 bis 1945 Schwenten) von der polnischen Landesstraße DK 63 (ehemalige deutsche Reichsstraße 131) abzweigt und nach Harsz (Haarszen, 1936 bis 1945 Haarschen) führt. Außerdem enden zwei aus westlicher Richtung von Róg (Roggen) und Kalskie Łąki (Kehlerwiese) kommenden Landwege in Okowizna.